# Розет (Ростовская область)
Розет — посёлок в Красносулинском районе Ростовской области.
Входит в состав Комиссаровского сельского поселения.

## География

### Улицы
| - ул. Комсомольская, - ул. Космонавтов, - ул. Московская, - ул. Подгорная, - ул. Советская, | - ул. Степная, - ул. Чапаева, - ул. Черемушки, - ул. Чичерина, - пер. Северный. |

## Население
| 2010 |
| ---- |
| 945  |

### Известные люди
В посёлке похоронен младший сержант 3-го пдб 350-го пдп 103-й дивизии ВДВ — Пивоваров, Игорь Анатольевич — оператор-наводчик БМД-1, погибший в 1981 году в городе Чагчаран (провинция Гор, Афганистан). До армии учился и работал в Новочеркасском политехническом институте. Награждён орденом «Красная звезда» (посмертно).